# Лез-Анделі (округ)
Округ Лез-Анделі (фр. Arrondissement des Andelys) — округ у Франції, в департаменті Ер. 2023 року округ об'єднував 185 муніципалітетів, населення становило 235 416 осіб.
Адміністративний центр (супрефектура) — Лез-Анделі.

## Муніципалітети
Список муніципалітетів округу та їхні коди INSEE:
1. Айї
2. Аквіль
3. Акіньї
4. Алізе
5. Амекур
6. Амфревіль-ле-Шам
7. Амфревіль-су-ле-Мон
8. Амфревіль-сюр-Ітон
9. Анде
10. Арданкур-Кошерель
11. Аркансі
12. Базенкур-сюр-Епт
13. Баквіль
14. Безю-ла-Форе
15. Безю-Сент-Елуа
16. Бернувіль
17. Бокантен
18. Бофісель-ан-Ліон
19. Брейпон
20. Буа-Жером-Сент-Уан
21. Буасе-ле-Преванш
22. Буафль
23. Бур-Бодуен
24. Бушвільє
25. Бюей
26. Валь-де-Рей
27. Валь-д'Орже
28. Вандримар
29. Васкей
30. Ваттвіль
31. Везійон
32. Вексен-сюр-Епт
33. Велі
34. Вернон
35. Вілле-ан-Вексен
36. Вілле-су-Баєль
37. Вілле-сюр-ле-Руль
38. Вільга
39. Вільє-ан-Дезевр
40. Віронве
41. Во-сюр-Ер
42. Гаданкур
43. Гайон
44. Гамаш-ан-Вексен
45. Гані
46. Герні
47. Гізеньє
48. Дангю
49. Добеф-пре-Ваттвіль
50. Дувіль-сюр-Андель
51. Дудовіль-ан-Вексен
52. Дуен
53. Ебекур-Арикур
54. Ебекур
55. Еглевіль
56. Едебувіль
57. Едікур
58. Едревіль-сюр-Ер
59. Еквіль
60. Екуї
61. Екур
62. Енкарвіль
63. Еннзі
64. Еркевіль
65. Етрепаньї
66. Живерні
67. Жизор
68. Жуї-сюр-Ер
69. Іговіль
70. Каї-сюр-Ер
71. Катремар
72. Каюе-Оржевіль
73. Клеф-Валле-д'Ер
74. Коннель
75. Кравіль
76. Крикбеф-сюр-Сен
77. Круазі-сюр-Ер
78. Кудре
79. Курсель-сюр-Сен
80. Кювервіль
81. Ла-Буасьєр
82. Ла-Вашрі
83. Ла-Е-ле-Конт
84. Ла-Е-Малерб
85. Ла-Еньєр
86. Ла-Нев-Гранж
87. Ла-Рокетт
88. Ла-Шапель-Лонгвіль
89. Ле-Валь-д'Азе
90. Ле-Водрей
91. Ле-Дам
92. Ле-Корм'є
93. Ле-Мануар
94. Ле-Меній-Журден
95. Ле-Ог
96. Ле-Плессі-Ебер
97. Ле-Тій
98. Ле-Тійє-ан-Вексен
99. Ле-Тронке
100. Ле-Труа-Лак
101. Ле-Тюї
102. Лез-Анделі
103. Лері
104. Леттгів
105. Лізор
106. Лії
107. Ліон-ла-Форе
108. Лоншам
109. Лорло
110. Лув'є
111. Мартаньї
112. Марто
113. Мезьєр-ан-Вексен
114. Менескевіль
115. Меній-Верклів
116. Меній
117. Меній-су-В'єнн
118. Менневіль
119. Мере
120. Мерсе
121. Морньї
122. Муфлен
123. Мюї
124. Неї
125. Ножон-ан-Вексен
126. Нотр-Дам-де-л'Іль
127. Нофль-Сен-Мартен
128. Нуає
129. Отверн
130. Отей-Отує
131. Пасі-сюр-Ер
132. Пентервіль
133. Перр'є-сюр-Андель
134. Перрюель
135. Пітр
136. Поз
137. Пон-де-л'Арш
138. Пон-Сен-П'єрр
139. Пор-Мор
140. Порт-де-Сен
141. Прессаньї-л'Оргеє
142. Пюше
143. Радпон
144. Реннвіль
145. Ришвіль
146. Розе-сюр-Льєр
147. Ромії-сюр-Андель
148. Рувре
149. Санкур
150. Сен-Венсан-де-Буа
151. Сен-Дені-ле-Ферман
152. Сен-Жульєн-де-ла-Льєг
153. Сен-Марсель
154. Сен-П'єрр-де-Баєль
155. Сен-П'єрр-дю-Вовре
156. Сен-П'єрр-ла-Гаренн
157. Сент-Етьєнн-дю-Вовре
158. Сент-Етьєнн-су-Баєль
159. Сент-Женев'єв-ле-Гані
160. Сент-Коломб-пре-Вернон
161. Сент-Марі-де-Ватіменій
162. Сент-Обен-сюр-Гайон
163. Соссе-ла-Кампань
164. Сюзе
165. Сюрвіль
166. Сюртовіль
167. Терр-де-Бор
168. Тії
169. Туффревіль
170. Увіль-ан-Вексен
171. Ульбек-Кошерель
172. Фарсо
173. Фен
174. Флері-ла-Форе
175. Флері-сюр-Андель
176. Фліпу
177. Фонтен-Бельнжер
178. Фонтен-су-Жуї
179. Френель-ан-Вексен
180. Шамбре
181. Шампенар
182. Шарлеваль
183. Шато-сюр-Епт
184. Шень
185. Шовенкур-Провмон